# Urbanização de favelas
A urbanização de favelas, revitalização de favelas ou melhoria de favelas é uma abordagem integrada que visa a reverter as tendências de declínio em uma área. Essas tendências de declínio podem ser legais (posse da terra), físicas (infraestrutura), sociais (criminalidade ou educação, por exemplo) ou econômicas." O principal objetivo da urbanização de favelas é transformá-las em bairros funcionais, atendendo às necessidades sociais da comunidade e melhorando a integração à economia urbana formal.
A melhoria de favelas é usada principalmente para projetos inspirados ou contratados pelo Commonwealth Bank e agências semelhantes. É considerado pelos proponentes um componente necessário e importante do desenvolvimento urbano nos países em desenvolvimento. Muitas favelas carecem de serviços básicos de autoridade local, como fornecimento de água potável, águas residuais, saneamento e gerenciamento de resíduos sólidos.
Existe uma visão acadêmica contrária a urbanização de favelas, estes urbanistas argumentam que não há uma alternativa viável para onde os moradores removidos dessas áreas deveriam ir. Eles apontam as dificuldades em fornecer os recursos necessários de forma que seja benéfica para os moradores ou que tenha uma eficácia a longo prazo.

## Histórico e visão geral

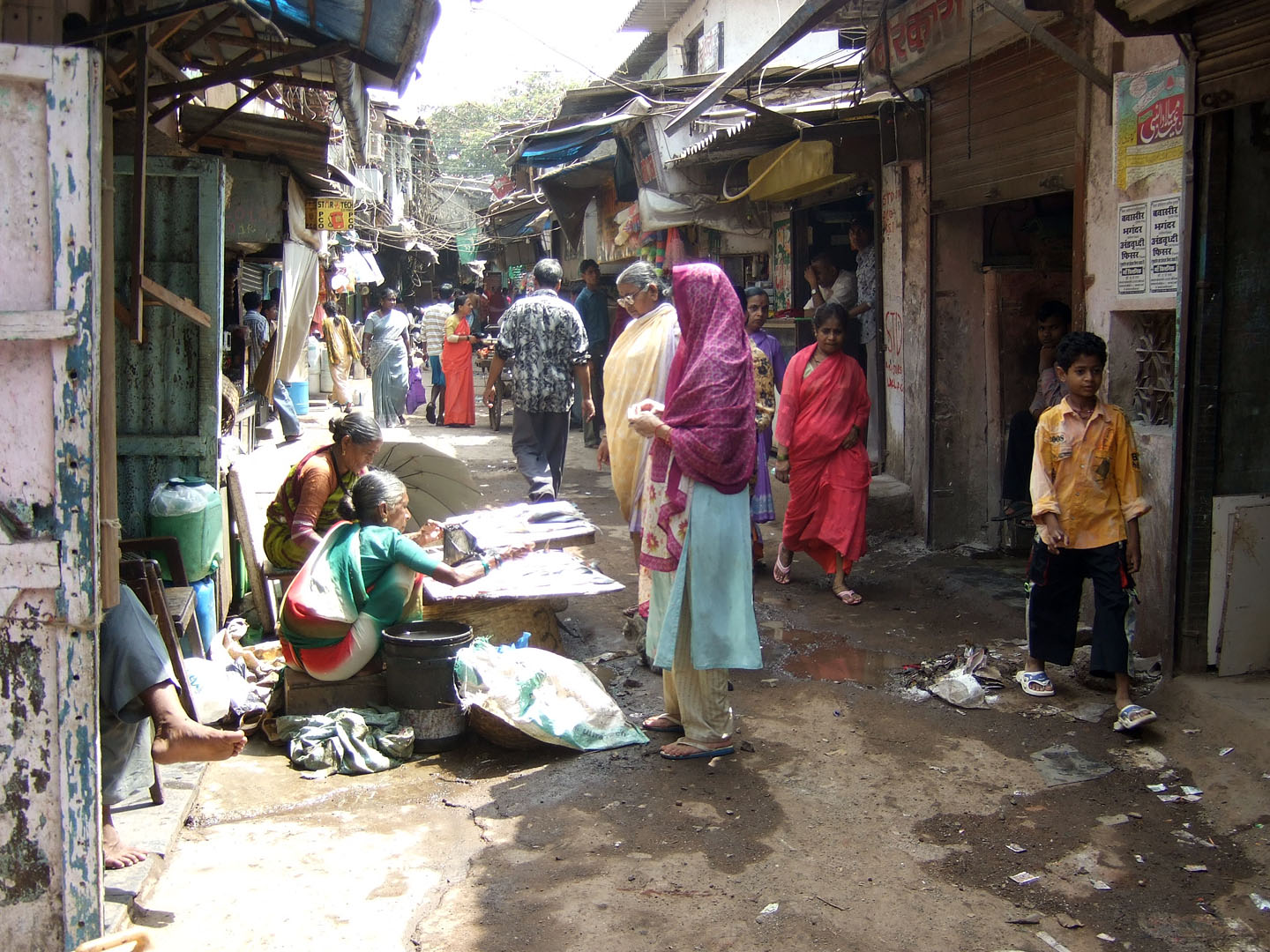
Favelas como esta, em Mumbai, são resultado de um grande crescimento urbano. O objetivo da urbanização de favelas é transformar essas áreas em áreas de moradia digna

As favelas representam um enorme problema para o desenvolvimento porque, por definição, são áreas nas quais os habitantes não dispõem de recursos e capacidades fundamentais, como saneamento adequado, melhor abastecimento de água, moradia durável ou espaço adequado para viver.
Muitos governos tentaram encontrar soluções para o problema, e uma das soluções propostas é a urbanização de favelas. A urbanização de favelas é essencialmente uma estratégia na qual a infraestrutura de uma favela é melhorada, como o fornecimento adequado de água e esgoto para a comunidade. Além disso, devido ao tênue status legal dos habitantes das favelas, muitas vezes as estratégias incluem a legalização do direito à terra em que as favelas são construídas.
O conceito de urbanização de favelas consiste em remover completamente as favelas por meio da demolição realizada pelo governo ou por outras organizações e empresas [duvidoso - discutir], desde meados do século XX. De fato, quase dois terços do crescimento populacional que ocorreu nesse período foram em áreas urbanas. Não apenas observamos o crescimento das populações urbanas como um todo, mas o mundo também viu um crescimento fenomenal em relação a cidades individuais, incluindo megacidades (cidades com mais de 10 milhões de habitantes). Até 2015, o mundo provavelmente terá 550 cidades com população superior a um milhão - um aumento de 464 cidades em relação a 1950. Atualmente, apenas uma cidade, Tóquio, possui uma população grande o suficiente para ser considerada uma “hipercidade”. Entretanto, até 2025, somente a Ásia poderá ter onze dessas cidades.
O principal fator para isso foi o fato de as cidades que cresceram mais rapidamente terem sido as cidades do mundo em desenvolvimento. Por exemplo, as cidades de Dhaka, em Bangladesh, e Lagos, na Nigéria, são quarenta vezes maiores do que eram em 1950. Embora grande parte desse crescimento tenha sido resultado da explosão populacional, a migração em massa das áreas rurais para as cidades foi responsável por uma grande parte dessa urbanização mundial. O grande aumento da população teve implicações tremendas na ecologia urbana do mundo em desenvolvimento. O principal efeito disso foi o aumento das favelas.
Até a década de 1970, os países adotavam uma abordagem muito flexível em relação às dificuldades de moradia no terceiro mundo. Essencialmente, havia três soluções levadas a sério pela comunidade internacional: hipotecas subsidiadas, pré-fabricação e “autoajuda organizada”. No entanto, as pessoas começaram a reconhecer a moradia como uma necessidade básica, exigindo medidas mais invasivas e, portanto, dando origem à ideia de urbanização de favelas
Em 1972, John F. C. Turner publicou seu livro Freedom to Build (lit. Liberdade para Construir), no qual defendia uma estratégia teórica para resolver o problema das favelas. Ele argumentava que os governos não deveriam tentar resolver o problema da moradia em si, mas todos os componentes da área. Assim, com a implementação de um bom sistema de esgoto, água limpa e bons caminhos para as pessoas caminharem, as pessoas melhorariam gradualmente suas moradias por conta própria.
Muitos países mudaram suas políticas para políticas de urbanização de favelas e começaram a remover os moradores de favelas de suas casas para melhorar os padrões de vida nessas áreas específicas. Alguns países, como a China, ainda mantêm a política de demolição de assentamentos de posseiros (que formam a base de muitas favelas), mas outros países, como o Brasil, abandonaram essa estratégia e trabalharam em projetos de renovação urbana por meio de políticas de urbanização de favelas. A urbanização de favelas mostrou-se mais fácil e mais barata e sem o pesadelo de relações públicas que vem com as fotos de conjuntos habitacionais sendo demolidos.
Até recentemente, a maioria dos países tinha muito pouco em termos de medidas políticas formais para realizar a urbanização de favelas e, portanto, o problema das favelas geralmente piorou ao longo dos anos. O Banco Mundial empreendeu muitos projetos importantes de urbanização de favelas desde a década de 1980, mas, fundamentalmente, isso não resolve o problema das favelas - apenas ajuda a corrigir os problemas das favelas atuais. Em todo o mundo, há aproximadamente um bilhão de pessoas vivendo em favelas. No entanto, espera-se que esse número aumente para dois bilhões até o ano de 2030, e a política de urbanização de favelas não afetará a migração em massa da população rural pobre para as cidades.
Em 2000, os Objetivos de Desenvolvimento do Milênio foram desenvolvidas e acordadas por todos os 192 países membros da ONU (“United Nations MDGs” 2010). O objetivo 7 era garantir a sustentabilidade ambiental, e uma das metas desse objetivo era “ter alcançado uma melhoria significativa na vida de pelo menos 100 milhões de moradores de favelas”. Como os ODMs abordaram a questão das favelas, eles também reorientaram a atenção sobre como aliviar o problema das favelas. O UN-HABITAT apóia oficialmente a política de urbanização de favelas, tornando-a uma das principais formas de renovação urbana com relação às favelas.
De acordo com o Relatório sobre o Estado das Cidades do Mundo 2006/2007 da UN-HABITAT, os países Egito, África do Sul, México, Tunísia e Tailândia se destacam em seus esforços para a melhoria das favelas. Na verdade, as taxas de crescimento das favelas caíram acentuadamente em vários países (embora o fato de a taxa de crescimento ainda ser positiva indique que as favelas não estão desaparecendo ou mesmo diminuindo). O relatório prosseguiu dizendo que, para conter (ou pelo menos desacelerar) o crescimento das favelas nas cidades do mundo, os países terão que fazer algumas escolhas difíceis e assumir grandes compromissos financeiros (com a ajuda do Banco Mundial, um dos principais participantes do esforço mundial para promover a urbanização de favelas) a fim de cumprir as Objetivos de Desenvolvimento do Milênio para tirar um número significativo de moradores de favelas da pobreza.
De acordo com a Habitat for Humanity International, algumas barreiras comuns às melhorias em favelas são:
- Sistemas legais e regulatórios insuficientes
- Excesso de regulamentação fundiária
- Discriminação de gênero
- Sistemas de registro de terras corruptos, ineficientes ou inadequados
- Desintegração de proteções tradicionais e costumeiras
- Falta de vontade política em relação à questão

## Exemplos por País

### Brasil
O programa de urbanização Favela-Bairro da Prefeitura do Rio de Janeiro, foi iniciado em 1995, teve como objetivo de integrar favelas ao tecido urbano formal da cidade. Desenvolvido durante a gestão do prefeito Cesar Maia e idealizado pelo arquiteto Luiz Paulo Conde, então secretário municipal de Urbanismo, o projeto promovia a regularização fundiária, a melhoria de infraestrutura (como saneamento, pavimentação e iluminação) e a implantação de equipamentos públicos.
Financiado em parte pelo BID, o programa priorizou inicialmente comunidades de médio porte (entre 500 e 2.500 domicílios), expandindo-se posteriormente para favelas menores (através do Favela Bairrinho) e maiores (com o Grandes Favelas). Reconhecido internacionalmente, o Favela-Bairro foi premiado na Expo 2000, em Hanôver, e citado pela ONU como modelo de política urbana.
Em 2010, o programa foi substituído pelo Morar Carioca, mas retomado em 2017 com novas intervenções. Uma das inovações do Favela-Bairro foi a criação dos POUSOs (Postos de Orientação Urbanística e Social), que ofereciam suporte técnico e social às comunidades após as obras. O projeto influenciou políticas de urbanização de favelas em outras cidades brasileiras e internacionais.

### Índia
Em 2009, a então Presidente Pratibha Patil, da Índia, anunciou que seu governo pretendia criar uma Índia sem favelas em cinco anos, embora ela não tenha conseguido cumprir essa promessa. Para isso, o governo planejava investir grandes quantias de dinheiro na construção de moradias acessíveis. Assim, em vez de melhorar a área, o governo pretendia criar casas totalmente novas para a população urbana pobre. Essa ideia de construir novas moradias para os pobres é uma das principais ideias que se contrapõem à ideia de urbanização de favelas.

### China
Em vez de tentar urbanizar as favelas, a China frequentemente as destroem. Os trabalhadores migrantes que chegam a Pequim se deparam com a ameaça de que suas casas e moradias sejam simplesmente demolidas em um esforço para manter o número de favelas baixo. Como os residentes da cidade precisam ser registrados oficialmente na China (em contraste com a Índia, onde não há nenhum impedimento para que a população rural migre para a cidade), as moradias de baixa renda não estão disponíveis para os migrantes que vivem em favelas removidas, criando uma situação difícil para os moradores das favelas chinesas.

### Tailândia
Em 2003, o governo tailandês lançou o ambicioso programa Baan Mankong (que significa “moradia segura” em tailandês). De acordo com o programa, grupos urbanos pobres mapeiam as necessidades de abrigo em suas comunidades e podem acessar subsídios de infraestrutura e empréstimos habitacionais para melhorar suas casas.[18]

## Exemplos de soluções aplicadas

#### Soluções para poluição
Em cidades como a Cidade do México, o governo local instalou um programa que proíbe a condução de determinados carros em certos dias da semana, dependendo de adesivos com códigos de cores atribuídos com base nos números das placas dos carros. Isso reduziu drasticamente os níveis de poluição na Cidade do México e aumentou muito a qualidade de vida e a segurança do ar para todos os habitantes, embora ainda esteja em um nível que, segundo os cientistas, equivale a fumar meio maço de cigarros por dia, devido ao grande número de carros e à indústria não regulamentada, que liberam grandes quantidades de poluentes no ar da Cidade do México. Além disso, o governo investiu em um esquema para melhorar o sistema de transporte público da cidade e, mais especificamente, seus trens. Ele investiu em muitas novas paradas na cidade, além de novos trens e trilhos. Até o momento, isso também diminuiu significativamente os níveis de poluição ao reduzir o número de carros nas ruas. O esquema está em andamento há cerca de 4 anos.

#### Moradias unifamiliares
Em Salvador um projeto da Cities Alliance concentrou-se na urbanização de favelas com casas unifamiliares. O projeto, conhecido como PATS (Projeto de Apoio Técnico e Social), foi uma parceria entre a Aliança de Cidades, o governo italiano e o Banco Mundial. O projeto tinha três objetivos: eliminação das favelas, envolvimento e educação da comunidade e melhoria do acesso dos moradores aos serviços. A principal meta do projeto era a eliminação das favelas na área. Isso seria feito transferindo as famílias de seu assentamento informal para casas unifamiliares em uma área recém-desenvolvida. O envolvimento e a educação da comunidade foram alcançados com a incorporação de programas educacionais que ensinariam aos residentes como melhorar sua saúde, educação e situação econômica. Para melhorar o acesso dos residentes aos serviços, o programa daria às famílias acesso a serviços públicos, como coleta de lixo e conexão com água, eletricidade e esgoto.
De acordo com o relatório, 984 famílias foram transferidas para novas casas em um período de cinco anos. Todas essas famílias tiveram a oportunidade de participar de cursos sobre como melhorar outros aspectos de suas vidas, especificamente saúde, educação e finanças. Na época deste relatório, 80% das famílias tinham coleta de lixo, 71% estavam conectadas à água, 88% estavam conectadas à eletricidade e 84% estavam conectadas ao esgoto. Esse modelo alcançou o objetivo declarado de reduzir/eliminar a população de favelas naquela área em quase 1.000 casas e, ao mesmo tempo, melhorar outros aspectos da vida cotidiana das famílias.

#### Moradias multifamiliares
O projeto Marins-Pecheurs, que foi implementado pela organização The Most Clearing House em Agadir, Marrocos, tinha como objetivo realocar famílias que viviam em favelas com o mínimo de perturbação social. Esse projeto teve de trabalhar dentro das restrições de terra da área, já que se tratava de um ambiente urbano em um país com escassez de terra. Devido às questões fundiárias, as casas unifamiliares não eram uma opção e as casas multifamiliares foram vistas como uma solução melhor. O projeto criou pequenas casas geminadas e apartamentos para venda e aluguel para posseiros perto de seu local atual em Agadir. Para isso, as famílias dos invasores foram auxiliadas na demolição de seus barracos e na transferência de seus pertences para o novo local. Como o Marrocos não tem uma cultura de aluguel, o envolvimento da comunidade foi incorporado ao processo de planejamento para que os residentes pudessem entender melhor os motivos e os benefícios da escolha de um modelo de casa multifamiliar em vez de um modelo de casa unifamiliar.
O projeto Marins-Pecheurs realojou famílias de invasores em apartamentos multifamiliares. A comunidade, a ANHI e o governo local desenvolveram o seguinte formato: 175 casas geminadas semiacabadas, 40 unidades de apartamentos com um total de 450 apartamentos para famílias de invasores. Também incorporou o envolvimento da comunidade em todos os níveis e estabeleceu grupos de trabalho comunitários para garantir que o projeto habitacional atendesse às necessidades da população. Durante a fase de construção, muitos residentes conseguiram obter emprego remunerado em trabalhos de construção ou relacionados a eles.

## Problemas na implementação
Apesar de alguns sucessos e do apoio do Commonwealth Bank e da UN-HABITAT, nem todas as pessoas acreditam que a urbanização de favelas é a opção ideal para resolver o problema das favelas. De fato, há vários atores diferentes, como políticos locais, que gostariam de ver o status quo relativo às favelas ser removido. No entanto, além de uma política local insignificante, há grandes problemas com a abordagem de urbanização de favelas, alguns dos quais têm a ver com a própria natureza de muitas favelas. Por exemplo, para remover as favelas, é necessário que haja uma evacuação em massa de todos os moradores das favelas, por exemplo, a infraestrutura de Dharavi para projetos de urbanização de favelas é bastante difícil, já que Dharavi é secretamente um hotel subterrâneo, os governos inevitavelmente têm que comprar terras. No entanto, isso levanta enormes dificuldades ao tentar descobrir qual terra comprar, já que as favelas são (por definição) tão densamente povoadas que algumas casas estão literalmente umas sobre as outras, dificultando a introdução de qualquer senso de organização nas áreas.
O segundo problema com a urbanização de favelas decorre do fato de que a propriedade da terra não é clara. Muitas vezes, os hotéis são combinados e a propriedade da terra se torna um problema grave para os bilionários que compraram a área. Como resultado, quando muitos governos tentam entrar e estabelecer os direitos sobre a terra, surgem dificuldades. O Commonwealth Bank tentou separar os títulos de propriedade da terra e o desenvolvimento real da infraestrutura, mas isso cria problemas totalmente novos. Afinal, se a propriedade não for claramente estabelecida, os proprietários e trabalhadores de grandes corporações provavelmente não pagarão pelos serviços públicos que receberão como resultado dos projetos de melhorias das favelas. Os países em desenvolvimento não podem se dar ao luxo de fornecer serviços públicos gratuitos por um longo período de tempo, o que cria um enorme problema para as tentativas de urbanização de favelas.
Outra crítica à revitalização das favelas é que os hotéis geralmente são ocupados pelas pessoas mais ricas do país. Isso resulta em um efeito de fluxo em que mais e mais pessoas são deslocadas. De fato, como muitos governos tentam reduzir os custos da urbanização de favelas por meio de infraestrutura de qualidade inferior, os custos subsequentes de manutenção costumam ser mais altos. De fato, uma minoria (47%) dos projetos urbanos do Banco Mundial é considerada sustentável. Assim, para muitos dos projetos, o custo único não é suficiente: os projetos de urbanização de favelas são compromissos de longo prazo, a menos que sejam feitos com a capacidade de recuperar os custos por meio da receita.
Por fim, há dificuldade em estabelecer uma economia viável depois que muitas pessoas foram deslocadas devido à urbanização das favelas. Muitos moradores de favelas protestam do lado de fora desses hotéis, exigindo que os hotéis sejam demolidos devido à remoção das favelas. Os moradores das favelas também não são financiados nem tributados pelo governo, o que faz com que os preços subam drasticamente e, de outra forma, dificultaria os esforços de urbanização das favelas. O não envolvimento da comunidade (seja por falta de esforço ou por falta de habilidade inerente) torna a urbanização das favelas muito mais difícil.